# Ізяслав (Карга)
Ізяслав (у миру Карга Юрій Анатолійович; народився 31 липня 1949, Київ) — архієрей Православної церкви України (до 15 грудня 2018 року — Української православної церкви Київського патріархату), архієпископ Макарівський, вікарій Київської єпархії.

## Життєпис
Народився в родині військових. Його матір, Ольга Гнатівна, була щиро віруючою людиною, а дід Матвій — наставником у двох старообрядських громадах сіл Садки та Лехнівка Київської Області. У 1951 році у віці 2 років батьки віддали маленького Юрія на виховання до бабусі, яка проживала у селі Бехтери Голо-Пристанського Району Херсонської області. Причиною такого вчинку була бідність батьків Юрія в післявоєнні роки, а також відсутність можливості виховувати дитину через військову службу.
У 1956 році він повернувся до Києва та вступив у 1 клас молодшої школи № 82 ім. Тараса Шевченка, яку і закінчив у 1966 р.. В шкільному віці, під час канікул Юрій відвідував свого дідуся, який вніс велику долю у православне виховання майбутнього владики. Хоч потяг до Бога Юрій мав ще змалку завдяки матері та бабусі, яка його виховувала до школи, але саме там, в селі Садки, Юрій вперше свідомо бере до рук старослов'янське Євангеліє, подароване дідом, вивчає молитви та отримує початкові знання Закону Божого. Також серйозний відбиток у душі владики залишило відвідання з мамою Києво-Печерської Лаври, а особливо Святих Печер.
Одразу після школи Юрій Карга вступив у профтехучилище № 49 при заводі реле і автоматики, на якому і залишився працювати.
У 1970 році був призваний у армію, служив у військово-будівельній частині в Підмосков'ї.
У 1973 році майбутній архієрей вступає до Київського університету ім. Тараса Шевченка, але обставини змушують його залишити навчання і знову йти працювати.
У 1978 році Юрій одружується. У 1979 році у них народжується донька Златослава, а через 3 роки ще одна дочка Юлія. У 1985 році розлучається з дружиною.
У 1984 році Юрій Карга влаштовується на роботу в Холодокомбінат і паралельно, знову починає навчання у Політехнічному інституті, на вечірній формі навчання, на факультеті акустики. По закінченні інституту у 1989 р. залишив свою попередню роботу і залишився працювати інженером КПІ.
У 1989 році Юрій стає одним із організаторів Української студентської спілки в Києві й координатором Спілки в КПІ. Однією із визначних подій є святкування 500-річчя козацтва, Юрій стає одним із організаторів. У 1990 році бере участь у студентському голодуванні про ліквідацію Радянського Союзу, а у 1991 році встановлює національний прапор на кількох багатоповерхівках міста.
Під час навчання Юрій стає старостою церковної громади Іоана Хрестителя, яка знаходились на вулиці Гарматній біля його дому. І хоч там існувала церковна громада, та храму у них не було, а люди збирались просто біля хреста під відкритим небом. У 1990, коли постала необхідність будувати типовий храм, староста Юрій із громадою йдуть до виконкому і там влаштовують молебен та мітинг. Через короткий час їм виділили землю для будівництва храму. В той же час Юрія обирають депутатом Київської міської ради. У тому ж році відбувається відновлення Української автокефальної церкви. Юрій, як староста громади і їх представник, у міській раді пропонує зареєструвати громаду саме у Українській автокефальній православній церкві. Першим священником новоствореної громади був о. Степан (Яремчук).
1990 року закінчив Київський політехнічний інститут.
1991 року пострижений у ченці. 1 серпня 1992 року рукоположений у сан ієродиякона митрополитом Філаретом (Денисенком). 15 листопада 1992 року рукоположений в сан ієромонаха. 31 грудня 1993 року призначається намісником Свято-Феодосіївського монастиря міста Києва.

## Архиєрейське служіння
11 вересня 1994 року відбулася хіротонія в сан єпископа Нікопольського, вікарія Запорізько-Дніпропетровської єпархії. Хіротонію звершили: патріарх Володимир (Романюк), митрополит Філарет (Денисенко), єпископ Олександр (Решетняк), єпископ Нестор (Куліш), єпископ Даниїл (Чокалюк). 
З 1995 по 16 липня 1996 року керував Донецько-Луганською єпархією. 1994 року закінчив Київську духовну семінарію. 16 липня 1996 року призначається єпископом Житомирським і Овруцьким, керуючим Житомирською єпархією УПЦ КП. 9 грудня 2002 року піднесений до сану архієпископа. 2006 року закінчив Київську православну богословську академію.
23 січня 2017 року рішенням Священного синоду УПЦ КП звільнений від управління Житомирською єпархією та почислений на спокій. Призначений настоятелем Свято-Духівського чоловічого монастиря Житомирської єпархії.
13 травня 2017 року призначений архієпископом Макарівським, вікарієм Київської єпархії, звільнений з посади настоятеля Свято-Духівського монастиря Житомирської єпархії.
15 грудня 2018 року разом із усіма іншими архієреями УПЦ КП взяв участь у Об'єднавчому соборі в храмі Святої Софії.

## Нагороди
Удостоєний найвищих церковних нагород:
- Ордену Святого Архістратига Божого Михаїла (1999),
- Ордену святого рівноапостольного князя Володимира Великого II ступеня (1999),
- Ордену Христа Спасителя (23.01.2004),
- Ордену Юрія Переможця (14.12.2006).

А також державного ордену «За заслуги» III ступеня (2009).